# Vang Pao
Vang Pao, in lingua hmong Vaj Pov (Nong Het, 8 dicembre 1929 – Clovis, 6 gennaio 2011), è stato un generale e guerrigliero laotiano naturalizzato statunitense, di etnia hmong. È noto soprattutto per aver guidato le truppe irregolari hmong in appoggio ai piani della CIA nel corso della guerra civile in Laos, considerata il fronte nord-occidentale della guerra del Vietnam.
Rifugiatosi negli Stati Uniti al termine del conflitto, si è posto a capo della comunità hmong-americana in difesa dei diritti civili dei membri della propria etnia rimasti in Laos, e a sostegno della guerriglia hmong in lotta contro il regime comunista laotiano.

## Biografia
Vang Pao nacque nel 1929 in un remoto villaggio laotiano del Distretto di Nong Het, in Provincia di Xiangkhoang, nella zona montuosa ai confini tra Laos e Vietnam. I territori laotiani facevano parte dell'Indocina francese, dopo che nel 1893 i colonialisti europei li avevano sottratti al Siam vincendo la guerra franco-siamese. La maggioranza degli abitanti di Nonghet erano membri dell'etnia hmong dediti, tra le altre cose, alla coltivazione del papavero da oppio; erano anche per tradizione alleati alle truppe coloniali francesi. Nong Het si trova, oggi come allora, lungo la Route 7, la strada che collega in questa zona Laos e Vietnam. Vang Pao crebbe in un ambiente filo-francese e studiò nella locale scuola francese, divenendo presto uno dei giovani più carismatici del villaggio.

### Carriera militare

#### Inizi
Quando nel settembre 1940 le truppe dell'Esercito imperiale giapponese portarono a termine l'occupazione dell'Indocina, Vang Pao fu tra i hmong che si rifugiarono nelle montagne per evitare la repressione dei giapponesi, iniziando la guerriglia di resistenza al fianco di quelle troupes coloniales che avevano evitato la prigionia dandosi alla fuga. Le milizie hmong al loro servizio furono chiamate Meo maquis (guerriglieri meo, nome alternativo dei hmong). Con la sconfitta del Giappone nella guerra del Pacifico, le prime truppe di guerriglieri comunisti Viet Minh iniziarono a penetrare nel nord del Laos e a combattere i francesi, che riorganizzarono i possedimenti laotiani come parte del nuovo organismo coloniale Unione francese. Nel 1946 ebbe inizio la guerra d'Indocina tra nord-vietnamiti e francesi.

#### Guerra d'Indocina
Nel 1947, Vang Pao entrò nella polizia coloniale laotiana e l'anno successivo fu ammesso ad una scuola francese per ufficiali. All'inizio degli anni cinquanta si arruolò nell'Esercito territoriale laotiano. Nel 1952 gli fu affidato dai francesi il comando di una pattuglia hmong con l'incarico di individuare i guerriglieri Viet Minh nascosti nelle montagne limitrofe. In tale occasione ebbe il primo scontro a fuoco con un piccolo commando di Viet Minh, in cui furono uccisi quasi tutti i vietnamiti. In questo periodo fu fatto studiare da allievo ufficiale in una scuola dell'Esercito reale del Laos, istituito dai francesi nel 1949.
Nel 1953 prese parte all'operazione con cui furono respinti i Viet Minh in marcia verso Luang Prabang. Verso fine anno, con il grado di secondo tenente dell'esercito laotiano, iniziò a collaborare con le forze speciali francesi del colonnello Jean Sassi per arginare l'offensiva Viet Minh nel nord dell'Indocina. Giunse tardi con il proprio reparto per partecipare alla battaglia di Dien Bien Phu, che segnò la vittoria dei Viet Minh nel conflitto e la fine dell'egemonia francese nel Sudest asiatico. Vang Pao contribuì comunque con i commilitoni a mettere in salvo oltre 200 soldati francesi in fuga.

Conferenza di Ginevra

Dopo che la Conferenza di Ginevra del 1954 sancì l'indipendenza laotiana e la suddivisione del Vietnam, le forze nord-vietnamite continuarono a operare nel Laos nord-orientale e sud-orientale. Ci furono ripetuti tentativi dal 1954 in avanti di portare i nord-vietnamiti fuori dal Laos ma Hanoi non abbandonò il Paese e i suoi alleati e collaborazionisti. Dopo la caduta dei francesi, furono gli statunitensi che si presero in carico l'impegno di finanziare il Governo Reale Laotiano e l'esercito del regno. Agli inizi del 1955 fu istituita una missione operativa americana in Laos che pagò l'80% delle spese governative e la totalità di quelle militari. Nel dicembre del 1954, Vang Pao era stato promosso capitano con l'incarico di guidare le truppe irregolari hmong.

#### Guerra civile in Laos
I primi scontri tra guerriglieri del Pathet Lao e l'Esercito reale ebbero luogo nel 1953; si intensificarono negli anni successivi dando luogo alla guerra civile in Laos. Dal 1953 gli statunitensi supportavano i francesi nella lotta contro i nord-vietnamiti e la vittoria di questi ultimi aumentò le preoccupazioni di un'ulteriore avanzata comunista nella regione. Vang Pao si era distinto durante il conflitto indocinese destando le attenzioni dei vertici del Dipartimento della Difesa degli Stati Uniti d'America, che nel 1957 lo ammise a un corso semestrale di addestramento antiguerriglia alla Scout Ranger Base di Manila. In tale occasione fu promosso maggiore.

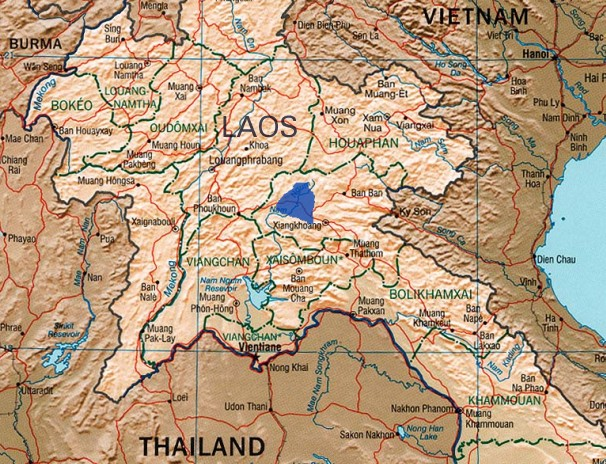
Evidenziata in blu, la Piana delle Giare, dove si svolse gran parte delle operazioni di Vang Pao

Tra il 1957 e il 1959 gli aiuti americani al governo laotiano si intensificarono di pari passo con l'infiltrazione Viet Minh in Laos. Alla fine del 1959, Vang Pao espresse le sue preoccupazioni agli americani che l'eventuale presa di potere dei comunisti avrebbe comportato una rappresaglia contro i hmong, a lungo alleati dei francesi. Con il benestare delle autorità americane e laotiane iniziò quindi l'addestramento delle truppe hmong nel sudest della Piana delle Giare, in prossimità del confine settentrionale tra Laos e Vietnam. Il piano di Vang Pao prevedeva l'eventuale rifugio in sette differenti postazioni nelle montagne circostanti nel caso che i comunisti occupassero la piana.
Chiese quindi armi alla CIA, affermando di poter trovare 10 000 combattenti hmong che lo affiancassero nella lotta anticomunista. La proposta fu approvata con l'avallo dell'amministrazione Eisenhower, che riteneva urgente l'intervento in Laos ma non intendeva coinvolgere le proprie truppe. Le prime armi e istruttori della CIA giunsero all'inizio del 1961 assieme all'assistenza di elicotteri e velivoli della Air America, controllata dalla CIA, e subito iniziarono gli scontri con le forze del Pathet Lao. Nel giro di qualche mese le truppe di Vang Pao arrivarono a contare su 9 000 effettivi. Nel 1960 era intanto stato promosso tenente colonnello in virtù dell'appoggio che diede al contro-golpe del generale laotiano Phoumi Nosavan a Savannakhet..

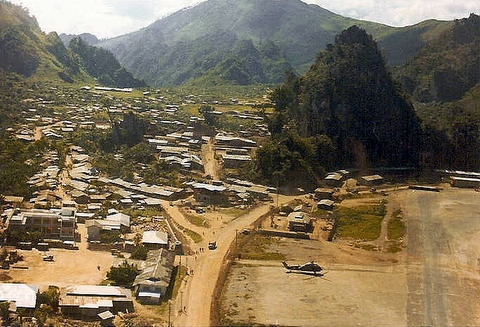
La base di Vang Pao, Long Tieng, nel 1974

Con l'accordo internazionale sulla neutralità del Laos del luglio 1962, 14 Stati tra cui la Repubblica Democratica del Vietnam, la Francia, la Repubblica del Vietnam, l'Unione sovietica e gli Stati Uniti si impegnarono a non essere coinvolti nelle vicende interne del Paese. Di conseguenza gli americani ritirarono i consiglieri militari e fermarono i voli di supporto della Air America. Ebbe quindi inizio la cosiddetta guerra segreta, nella quale entrambi gli schieramenti poterono contare sugli aiuti dei propri alleati che giunsero però di nascosto. Quell'anno Vang Pao fu promosso generale e prese possesso della sua nuova base a Long Tieng. Era intanto arrivato a disporre di 39 000 guerriglieri, tra cui figuravano anche circa 10 000 anticomunisti laotiani, thai, cinesi del Kuomintang, birmani e filippini.
Si è ipotizzato che, grazie anche all'enorme quantità di aiuti americani che ricevette, Vang Pao avesse maturato l'ambizione di diventare sovrano di un nuovo Stato hmong. Le sue decisioni crearono comunque una frattura nei clan del suo popolo, tra quelli che lo seguirono nella guerra civile e quelli che invece appoggiarono la guerriglia comunista. Per il suo coraggio in battaglia e per aver portato nei villaggi hmong cibo e medicinali durante la guerra civile, fu comunque adorato da buona parte del suo popolo.
Vang Pao dichiarò che, a tutto il 1968, furono 17 000 i guerriglieri hmong ai suoi ordini che morirono durante il conflitto. La guerra stava diventando sempre più intensa e, secondo fonti della CIA, nel 1968 furono circa 1 000 le vittime tra i suoi soldati, quasi tutte tra gli adulti più giovani dei hmong, e furono rimpiazzate con sole 300 nuove reclute, delle quali il 30% avevano tra i 10 e i 14 anni, altrettante tra i 15 e 16 mentre le rimanenti ne avevano più di 35. I villaggi del Laos alla frontiera con il Vietnam in cui si rifugiarono i guerriglieri comunisti del Pathet Lao furono sottoposti dall'aviazione americana ad alcune delle serie di bombardamenti aerei più drammatiche che si fossero mai registrate.
Durante la stagione delle piogge del 1969, Vang Pao abbandonò le tattiche di guerriglia e lanciò un'offensiva che gli consentì di acquisire il controllo di tutta la Piana delle Giare nonché la cattura di 1 700 tonnellate di cibo, 2 500 di munizioni, 640 armi pesanti e 25 carri anfibio sovietici PT-76. Nel gennaio successivo i rinforzi dell'Esercito popolare vietnamita lo cacciarono e lo minacciarono anche nella sua roccaforte di Long Tieng. La nuova offensiva hmong del 1971 non ebbe esiti migliori. Gli anni successivi, con le sorti del conflitto sempre più in favore dei comunisti ed il progressivo distacco degli statunitensi, Vang Pao fu costretto a rinunciare a nuove offensive.

### Esilio negli Stati Uniti
Nel 1975, con il trionfo della guerriglia comunista in Vietnam, Laos e Cambogia, Vang Pao e molti dei suoi guerriglieri hmong furono portati in salvo negli Stati Uniti. Molti dei hmong rimasti in Laos furono uccisi durante la rappresaglia ordinata dal governo comunista; una parte riuscì a raggiungere la Thailandia attraversando il Mekong e finì in campi profughi. Furono in molti anche i hmong che rimasero in Laos e si diedero alla guerriglia antigovernativa, rifugiandosi nelle montagne della catena Annamita.
Venerato come guida dai hmong a lui fedeli, godette anche delle coperture da parte di alti funzionari ai vertici dell'amministrazione degli Stati Uniti, dove la locale stampa lo dipinse come un eroe della guerra del Vietnam. Fu definito dall'ex direttore della CIA William Colby il più grande eroe del conflitto indocinese. Negli Stati Uniti, Vang Pao riunì sotto la propria guida rifugiati hmong e lealisti laotiani anticomunisti esiliati fondando lo United Lao Liberation Front (Fronte Unito per la Liberazione del Laos). Inviò inoltre in Laos armi e fondi per finanziare la guerriglia hmong che si batteva contro il regime comunista.

## Critiche, accuse e processo contro Vang Pao
Oltre a quelli che si schierarono con i comunisti, altri hmong criticarono duramente Vang Pao ritenendolo crudele e corrotto. Durante la guerra civile laotiana, Vang Pao si arricchì appropriandosi impunemente di parte degli aiuti statunitensi ai guerriglieri hmong e, con la copertura di agenti della CIA, commerciando oppio ed eroina, ma non fu mai incriminato per queste attività perché gli statunitensi lo consideravano una pedina chiave nel conflitto. I proventi del traffico di droga gli servivano inoltre per finanziare la guerriglia da lui capeggiata. La sua base di Long Tieng divenne il maggior mercato di oppio ed eroina assieme a Vientiane per i hmong in Laos. Inizialmente esportò le droghe con gli aerei della Air America e nel 1967 fondò a tale scopo la propria compagnia aerea Xieng Khouang Air Transport.
Durante la guerra civile divenne noto per la crudeltà con cui trattava i prigionieri e i membri della sua etnia che gli si opponevano, arrivando a torturarli e a giustiziarli brutalmente. Fu invece incriminato e incarcerato per due mesi in America nel 2007, con l'accusa di aver organizzato un traffico di armi destinato ai ribelli hmomg per una serie di attentati a strategici edifici di Vientiane, la capitale del Laos, attentati che furono poi sventati. Uscì pagando un'altissima cauzione e le accuse a suo carico furono ritirate nel 2009.